# Johann Tennhardt
Johann(es) Tennhardt (auch Tennhart; * 2. Juni 1661 in Dobergast (Sachsen); † 12. September 1720 in Kassel) war ein inspirierter Visionär.

## Leben und Wirken
Der Bauernsohn Tennhardt wurde nach dem vorzeitig beendeten Besuch der Fürstenschule Zeitz Barbier und Perückenmacher. Frühe Neigung zu mystisch-erbaulichen Schriften (Johannes Tauler, Johann Arndt, Pierre Poiret) und erste visionäre Erlebnisse schon im Jugendalter sollten seinen späteren Weg bestimmen.
1688 ließ er sich in Nürnberg nieder, wo er 1691 eine wohlhabende Bürgerstochter heiratete. Der frühe Tod seiner Frau im Jahr 1695 führte zu einer anhaltenden Krise, in deren Verlauf er seinen Beruf als Perückenmacher (mit der biblischen Begründung 1 Kor 11,4–7 ) aufgab, unter zunehmendem Verlust seines Vermögens.
Sein von ihm selbst auf 1704 datiertes „Berufungserlebnis“ führte in der Folge zur umfassenden schriftlichen Fixierung seiner visionären Neuoffenbarungen als „Kanzlist“ göttlicher „Diktatworte“, in Traktaten und Briefen.
Scharf fällt seine Kritik an der herrschenden Orthodoxie und deren „Maulchristentum“ aus. Tennhardts Kritik am orthodoxen Lehrgebäude erstreckte sich auf Inhalte wie Kindertaufe, Ablehnung der Realpräsenz Christi im Abendmahl und die Ablehnung der Rechtfertigung „allein aus Glauben“ (zugunsten asketischer Übung und daraus folgender Öffnung für das „innere Wort Gottes“). Gleichwohl ist die Schärfe der Auseinandersetzung um Tennhardt eher mit seiner Kritik an der lauen und selbstgerechten Amtsführung großer Teile der orthodoxen Geistlichkeit erklärbar – eine Anklage, mit der Tennhardt in der eigentlich schon überlebten Zeit der Orthodoxie nicht allein stand.
1710 veröffentlichten Freunde seine autobiographische Schrift Gott allein soll die Ehre sein, zusammen mit einer Reihe erster Eingebungen. Nach mehrfacher Inhaftierung und einem teilweisen Widerruf seiner Behauptungen, nach anhaltendem Druckverbot in Nürnberg, verzichtete Tennhardt endgültig auf sein Nürnberger Bürgerrecht und ließ sich in Frankfurt nieder. Hier erschien seine „Warnung wegen des unnötigen Separierens“, eine deutliche Abgrenzung gegen die an sich sachlich und räumlich enge Nachbarschaft zu den Inspirierten, wie zum Beispiel Johann Friedrich Rock, bzw. zu den wachsenden, nahezu ausschließlich separatistischen Inspirationsgemeinden. Wahrscheinlich aber ist der tiefere Grund dieser Abgrenzung in Tennhardts Überzeugung zu suchen, das einzige wahre Offenbarungs-„Werkzeug“ Gottes zu sein.
Spätere gelegentliche Versuche, Tennhardt als „Vorläufer“ des „Sehers“ und „visionären Theologen“ Emanuel Swedenborg darzustellen, erweisen ihm wohl der Ehre zu viel. So mag das Urteil Johann Heinrich Jung-Stillings der Wirklichkeit näher kommen, Tennhardt habe zu den „Schwärmern“ gehört, „die es zwar gut meinten, allein in deren Köpfen eine sehr subtile Verrückung, mißverstandene Bekehrungssucht und unverständige Grillen herrschten; hätte sie die Geistlichkeit verständiger behandelt, so hätten sie weniger Bewegung gemacht“.

## Werke
- Antwort auf die Puncten ... so aus meinen der Welt dargelegten Schrifften gezogen und mir, Johann Tennhardten, im Wasser-Thurm zu Nürnberg von denen Herren Predigern ... vorgehalten. In: Gott allein soll die Ehre sein. 1710
- Gott allein, soll die Ehre seyn, welcher mir befohlen fein, zu schreiben durch seinen Geist allein, gantz wunderlich zwey Tractätelein, an alle Menschen insgemein, sie mögen Kayser, Könige Fürsten ... seyn ... benebst Johann Tennhardts Lebens-Lauff, aus welchem wird zu sehen seyn, wie lang mir der grosse Gott ... nachgegangen, ehe ich mich von Ihme habe ergreiffen lassen ... ja endlichen mir durch seinen Geist oder ewige Weisheit dictiret. Alles ... geschrieben in Nürnberg. , 1710
- Lebens-Lauff. In: Gott allein soll die Ehre sein. 1710
- Lebens-Lauff Continuation und fernere Worte Gottes. In: Gott allein soll die Ehre sein. 1710

- Tauler, Johannes: Göttlicher Extract, so auff Befehl des grossen Gottes ... Aus Doct. Johann Tauleri Schriften gezogen zu Nutz den armen Menschen ..., benebst andern herrlichen Lehren, Prüfungen des wahren Glaubens, der Liebe, Demuth ... [von Johann Tennhardt]. , 1710.  - 2. Aufl. 1711; in Französisch 1712

- Warnungen und Vermahnungen zur Buße oder Sinnesänderung. Aus Johann Tennhardts Schriften extrahiret. [S.l.], 1720. Darin: Extract aus Hn. Joh. Arnds wahren Christenthum; Worte Gottes oder letzte Warnungs- und Erbarmungs-Stimme Jesu Christi. Zum Lebens-Lauff gehörig. In: Gott allein soll die Ehre sein. 1710;
- Worte Gottes oder letzte Warnungs- und Erbarmungs-Stimme Jesu Christi. Zum Lebens-Lauff gehörig. [Erweiterte Fassung, selbständig erschienen.], 1710;
- Worte Gottes oder Tractätlein an den so genannten geistlichen Stand. In: Gott allein soll die Ehre sein. 1710.
- Auch in: Worte Gottes und Letzte Warnungs- und Erbarmungs-Stimme. 1711; Neudruck, hrsg. von Ludwig [Wilhelm] Hofaker: Tübingen, 1837
- Zeugnisse vom innern und in Ewigkeit bleibenden, wahren ... Worte Gottes. In: Gott allein soll die Ehre sein. 1710
- Worte Gottes und letzte Warnungs- und Erbarmungs-Stimme Jesu Christi. , 1711
- Kurtze doch gründliche Unterweisung von dem inneren Wort Gottes. Um der Einfältigen willen in Frag und Antwort gestellet von einem Liebhaber desselbigen., 1712
- Kurtze, doch gründliche Unterweisung von dem inneren Wort Gottes. Um der Einfältigen willen in Frag und Antwort gestellet von einem Liebhaber desselbigen. Nun zum andern mal in Druck gegeben., 1713
- Später als: Kurze und gründliche Unterweisung vom Innern Worte Gottes. In Frag' und Antwort gestellet. Bietigheim, 1891. (Sammlung neutheosophischer Schriften. No 50); Dass. u. d. T.: Unterweisung vom Innern Worte Gottes in Frag' und Antwort gestellt 1711. Stuttgart, 1900
- Nothwendige und von Johann Conrad Scheurer ... Causirte Erklärung meiner Johann Tennhards auf Göttlichen Befehl herauß gegebenen Droh- und Warnungs-Schrifften, Worte Gottes genannt., 1713
- Höchstnothwendige und zur Seelen Seligkeit sehr nützliche Erklärung etlicher Haupt-Puncten, so mir Johann Tennhardt aus meinen der Welt dargelegten göttlichen Droh- und Warnungsschriften und Lebens-Lauf zu erklären vorgelegt worden., 1715
- Fernere nöthige zur Seelen Seligkeit sehr nützliche Zweyte Erklärung der allerbedencklichsten und anstössigsten Puncten und Redens-Arten., 1717
- Nützliche und Höchst nothwendige Warnung wegen des unnöthigen separirens  von Kirch und Abendmahl an die so genannten Separatisten und andern Erweckte Seelen ..., 1718
- Heilsame und der Zeit Höchstnothwendige Warnungen und Vermahnungen zur Busse oder Sinnesänderung, 1720
- Drei erbauliche Briefe des seligen Johann Tennharts., 1730
- Zweites Stück der Briefe des teuren und treuen Zeugens der Wahrheit Johann Tennharts, deren vier für dißmal alhier folgen. Zum Druck befördert von Tobias Eisler., 1730
- [Vater Unser] Tennhardts Vater Unser. Oder: Wie's den Herrn jetzt um sein Gebet bedünkt. [Hrsg. von Ludwig [Wilhelm] Hofaker]. Tübingen, 1837
- Schriften aus Gott. Durch Johannes  Tennhardt, Bürger in Nürnberg. Nunmehr, da ihre Zeit sich erfüllt, unter Dolmetschung der göttlichen Wahrzeichen darinn wortgetreu wieder ausgegeben von Ludwig Hofaker. Tübingen, Leipzig, 1838. Bd.1.2. (Elilytha oder Halle der Gott-Gelehrten ; 2. Gabe); Neuaufl. Grüningen, Männedorf, 1894-1895
- Drei Rufe Gottes an sein Volk Israel. Johannes Tennhardt's Schriften aus Gott entnommen von L. Chandani [d. i. Ludwig Hofaker]. Tübingen, Leipzig, 1839[2]